# La Femme de compagnie
Pour plus de détails, voir Fiche technique et Distribution.
La Femme de compagnie (She's Lost Control) est un film américain réalisé par Anja Marquardt, sorti en 2014.

## Synopsis
Ronah travaille comme assistante sexuelle et aide des hommes à se familiariser avec l'intimité d'une femme, sans forcément passer à l'acte.

## Fiche technique
- Titre : La Femme de compagnie
- Titre original : She's Lost Control
- Réalisation : Anja Marquardt
- Scénario : Anja Marquardt
- Musique : Simon Taufique
- Photographie : Zack Galler
- Montage : Nick Carew et Anja Marquardt
- Production : Mollye Asher, Kiara Jones et Anja Marquardt
- Société de production : SLC Film et Rotor Film
- Société de distribution : Zootrope Films (France)
- Pays de production :  États-Unis
- Genre : Drame
- Durée : 90 minutes
- Dates de sortie : 
  - Allemagne : 9 février 2014 (Berlinale)
  - États-Unis : 20 mars 2015
  - France : 22 juillet 2015

## Distribution
- Brooke Bloom : Ronah
- Marc Menchaca : Johnny
- Dennis Boutsikaris : Dr. Alan Cassidy
- Laila Robins : Irene
- Tobias Segal (en) : Christopher
- Robert Longstreet : C. T.
- Roxanne Day : Claire
- Ryan Homchick : Andro
- Gregory Korostishevsky : Janusz Kubicek
- Henry Stram : Marty Falk
- Myra Lucretia Taylor : le détective Zeleke
- Michael Medeiros : l'officier Smith
- Pierre Epstein : Gerry
- Danny Boushebel : Dr. Moran
- Frank Anderson : Harry

## Accueil
Le film a reçu un accueil mitigé de la critique. Il obtient un score moyen de 59 % sur Metacritic.